# Sannes
Sannes är en kommun i departementet Vaucluse i regionen Provence-Alpes-Côte d'Azur i sydöstra Frankrike. Kommunen ligger i kantonen Pertuis som tillhör arrondissementet Apt. År 2022 hade Sannes 292 invånare.

## Befolkningsutveckling
Antalet invånare i kommunen Sannes
| Referens: INSEE |